# Mette Grith Stage
Mette Grith Stage (født 1971 i Fredericia) er en kendt dansk forsvarsadvokat med møderet for Højesteret. Hun indledte sin karriere i Justitsministeriet, hvorefter hun blev anklager i politiet og hos statsadvokaten, og i 2006 blev forsvarsadvokat.
Hun har været forsvarer i nogle Danmarkshistoriens mest spektakulære straffesager såsom Mia-sagen, Kundby-sagen, sagen om morfaren, der skød en advokat, terrorangrebet på Krudttønden og gruppevoldtægten fra Fredericia Banegård. I medierne har hun bl.a. fået kælenavnet "stjerneadvokat".